# Нюесес (округ, Техас)
Шаблон:StateAbbr_ 27°44′ пн. ш. 97°31′ зх. д. / 27.74° пн. ш. 97.52° зх. д.
Округ  Нюесес (англ. Nueces County) — округ (графство) у штаті  Техас, США. Ідентифікатор округу 48355.

## Історія
Округ утворений 1847 року.

## Демографія
За даними перепису 2000 року загальне населення округу становило 313645 осіб, зокрема міського населення було 296149, а сільського — 17496. Серед мешканців округу чоловіків було 153483, а жінок — 160162. В окрузі було 110365 домогосподарств, 79693 родин, які мешкали в 123041 будинках. Середній розмір родини становив 3,3.
Віковий розподіл населення поданий у таблиці:
| Стать    | До 15 років | 15-21 | 22-29 | 30-39 | 40-49 | 50-65 | 65-85 | Понад 85 |
| -------- | ----------- | ----- | ----- | ----- | ----- | ----- | ----- | -------- |
| Чоловіки | 37542       | 17749 | 17358 | 21797 | 23247 | 21252 | 13442 | 1096     |
| Жінки    | 35993       | 17385 | 17446 | 22673 | 23691 | 22507 | 17836 | 2631     |

## Суміжні округи
- Сан-Патрисіо — північ
- Аранзас — північ
- Клеберг — південь
- Джим-Веллс — захід

## Виноски
1. ↑  U.S. Decennial Census. United States Census Bureau. Процитовано 5 травня 2015.
2. ↑  Texas Almanac: Population History of Counties from 1850–2010 (PDF). Texas Almanac. Процитовано 5 травня 2015.
3. ↑  State & County QuickFacts. United States Census Bureau. Архів оригіналу за 18 жовтня 2011. Процитовано 22 грудня 2013.(англ.) Наведено за англійською вікіпедією.
4. ↑  American FactFinder. Бюро перепису населення США. Архів оригіналу за 26 лютого 2012. Процитовано 31 січня 2008.

| США | Це незавершена стаття з географії США. Ви можете допомогти проєкту, виправивши або дописавши її. |